# HEART BEAT (YOASOBIの曲)
「HEART BEAT」（ハート ビート）は、日本の音楽ユニットYOASOBIの楽曲。配信限定シングルとして2023年12月26日にソニー・ミュージックエンタテインメントからリリースされた。

## 概要
本楽曲は、2023年11月19日に行われたNHK主催の『YOASOBI 18祭』のテーマソングとなっており、原作は『YOASOBI 18祭』に先駆けて日本国内の17歳から20歳までの参加希望者から募った動画をもとに書き下ろされている。また、コーラスアレンジは田中雪子が担当しており、コーラスには18祭に参加した1000人の18歳世代に加えてぷらそにかのメンバーが参加している。
また、2024年2月1日に開始されたみずほ銀行による「新生活応援キャンペーン」の告知映像に本楽曲が使用された。映像は山科ティナによるイラストとコラボレーションしており、同日午前9時に渋谷駅前5面シンクロ画面で放映された。

## ミュージック・ビデオ
ミュージック・ビデオは「群青」を担当した牧野惇が手掛けており、リリース日の20時より公開された。

## ライブ・パフォーマンス
2023年12月25日にNHK総合で放送された『YOASOBI 18祭』でテレビ初披露された。

## 収録曲
| 全作詞・作曲・編曲: Ayase。 |                |       |            |      |
| #                           | タイトル       | 作詞  | 作曲・編曲 | 時間 |
| 1.                          | 「HEART BEAT」 | Ayase | Ayase      | 5:36 |